# Nikola Mihov
Nikola Mihailov Mihov (en bulgare : Никола Михайлов Михов), né le 11 décembre 1891 à Veliko Tarnovo (principauté de Bulgarie) et mort le 1er février 1945 à Sofia (Royaume de Bulgarie), est un officier supérieur bulgare, ayant atteint le grade de lieutenant-général d’artillerie. Il occupa notamment la fonction de régent du royaume de Bulgarie durant la minorité du tsar Siméon II, de 1943 à 1944, au sein d’un conseil de régence tripartite.

## Biographie
Nikola Mihov nait le 11 décembre 1891 à Veliko Tarnovo, alors dans la principauté de Bulgarie, il est issu de l’École militaire de Sofia, dont il sortit diplômé en 1911. Durant les guerres balkaniques, il commanda une batterie d’artillerie et prit part au siège d’Andrinople. À compter d’avril 1915, il occupa les fonctions d’adjoint à l’inspecteur de l’artillerie auprès de l’École militaire. Lors de la Première Guerre mondiale, il fut à la tête d’une batterie du 15e régiment d’artillerie et participa à la prise de la place forte de Tutrakan, alors défendue par l’armée roumaine. En 1917, il dirigea la 1re unité d’artillerie montée
De 1922 à 1929, Mihov occupe diverses fonctions militaires : il est instructeur d’artillerie à l’École militaire, officier au sein du 4e régiment d’artillerie, adjudant au département d’artillerie du ministère de la Guerre, puis commandant d’une unité dans la zone de défense de Sofia. Entre 1929 et 1932, il dirige une section de l’Inspection de l’artillerie, avant d’être placé à la tête de l’Inspection technique (1932-1933). De 1933 à 1935, il commande la 7e division d’artillerie. Par la suite, il prend en charge le département de formation de l’Inspection de l’artillerie. Durant cette période, il assume également la rédaction en chef de la revue Artillery Review. En 1936, Mihov est nommé adjoint du commandant de la 3e division, puis promu à sa tête peu après. Enfin, du 17 février 1937 au 19 avril 1941, il exerce les fonctions de directeur de l’École militaire.

D’avril à août 1941, il prend le commandement de la 5e armée, engagée dans l’invasion puis l’occupation de la Macédoine. De 1941 à 1942, il dirige la 1re armée, dont l’état-major est établi à Sofia. Du 11 avril 1942 au 14 septembre 1943, il occupe la charge de ministre de la Guerre au sein du second gouvernement de Bogdan Filov, dont il apprécie la politique.

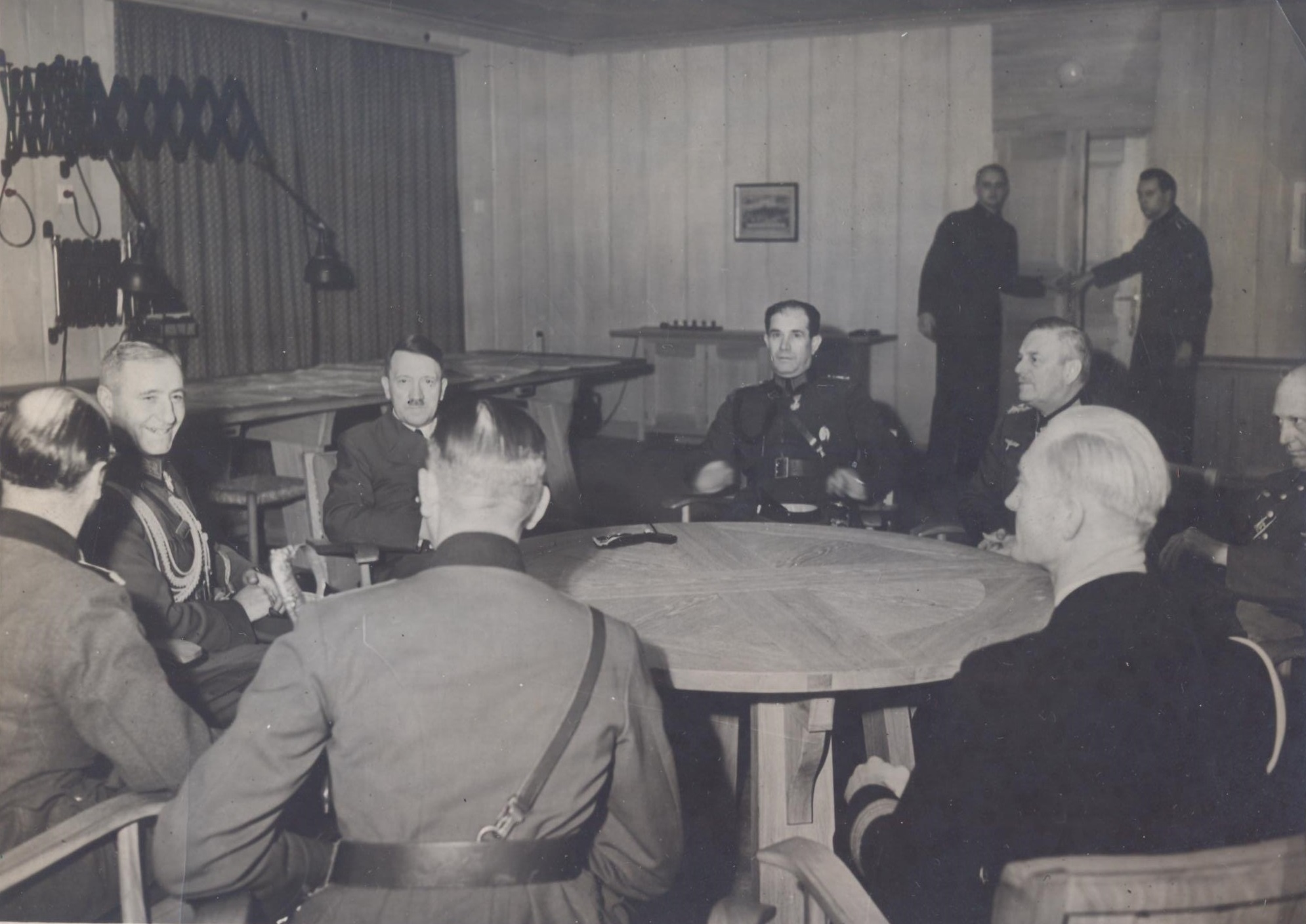
Rencontre entre Nikola Mihov, Adolf Hitler, Wilhelm Keitel (centre droit) et Alfred Jodl (extrême droite) en 1943

Le 9 septembre 1943, à la suite du décès du tsar Boris III et de l’avènement de son fils Siméon II, alors mineur, Nikola Mihov fut désigné comme l’un des trois membres du Conseil de régence chargé d’assurer l’intérim du pouvoir en Bulgarie. Toutefois, après l’instauration d’un gouvernement prosoviétique en 1944, il fut appréhendé par les nouvelles autorités communistes. Jugé par le « tribunal populaire », instance mise en place par le régime, il fut condamné à mort le 1er février 1945 et exécuté le jour même.
Mihov fut gracié par la Cour suprême de Bulgarie le 26 août 1996. Son journal intime, rédigé durant sa régence en Bulgarie, fut publié à titre posthume en 2004. Ce manuscrit couvre la période s’étendant du 19 septembre 1943 au 7 septembre 1944, soit la veille du coup d’État antifasciste qui mit un terme à son gouvernement.

## Rangs
- Enseigne subalterne (22 septembre 1911)
- Enseigne (1er novembre 1913)
- Capitaine (30 mai 1917)
- Major (15 mars 1923)
- Lieutenant-colonel (1er avril 1927)
- Colonel (6 mai 1933)
- Général de division (3 octobre 1938)
- Lieutenant général (1er janvier 1942)

## Récompenses
Royaume de Bulgarie
- Ordre de la Bravoure (1re et 2e classe)
- Ordre de Saint-Alexandre (3e et 4e classes)
- Ordre du mérite militaire (2e classe)

 Allemagne nazie
- Croix de fer 2e classe

## Sources
- Tasho Tashev, ministres de Bulgarie 1879-1999 . Sofia, AI « Prof. Marin Drinov » / Maison d'édition du ministère de la Défense, 1999, (ISBN 978-954-430-603-8) / (ISBN 978-954-509-191-9) (en bulgare)
- Biographie sur Sklaviny.ru
- Biographie sur Generals.dk
- Biographie Archived   sur Boinslava.net